# Kangkong
Kangkong ist heutzutage ein Viertel im Barangay Apolonio Samson der Stadt Quezon City und befindet sich in der Nähe von Balintawak.
Für viele Menschen Luzons ist der Ort von größter Bedeutung, da in  Kangkong der Sigaw sa Pugad Lawin (trad. Bay.: ᜐᜒᜄᜓᜐᜉᜓᜄᜎᜏᜒ / kol. Bay.: ᜐᜒᜄᜏ᜔ᜐᜉᜓᜄᜇ᜔ᜎᜏᜒᜈ᜔), auf Deutsch der Schrei des Falkennests, stattfand. Am 23. August 1886 rief dort Andrés Bonifacio, zusammen mit seinen Gefolgsleuten der Katipunan (trad. Bay.: ᜃᜆᜒᜉᜓᜈ / kol. Bay.: ᜃᜆᜒᜉᜓᜈᜈ᜔), öffentlich zur Revolution auf, und sie zerrissen daraufhin ihre cédula, die spanischen Personalausweise jener Zeit. Mit dieser Handlung begann die Revolution gegen die spanische Kolonialmacht.